# Evžen Boček

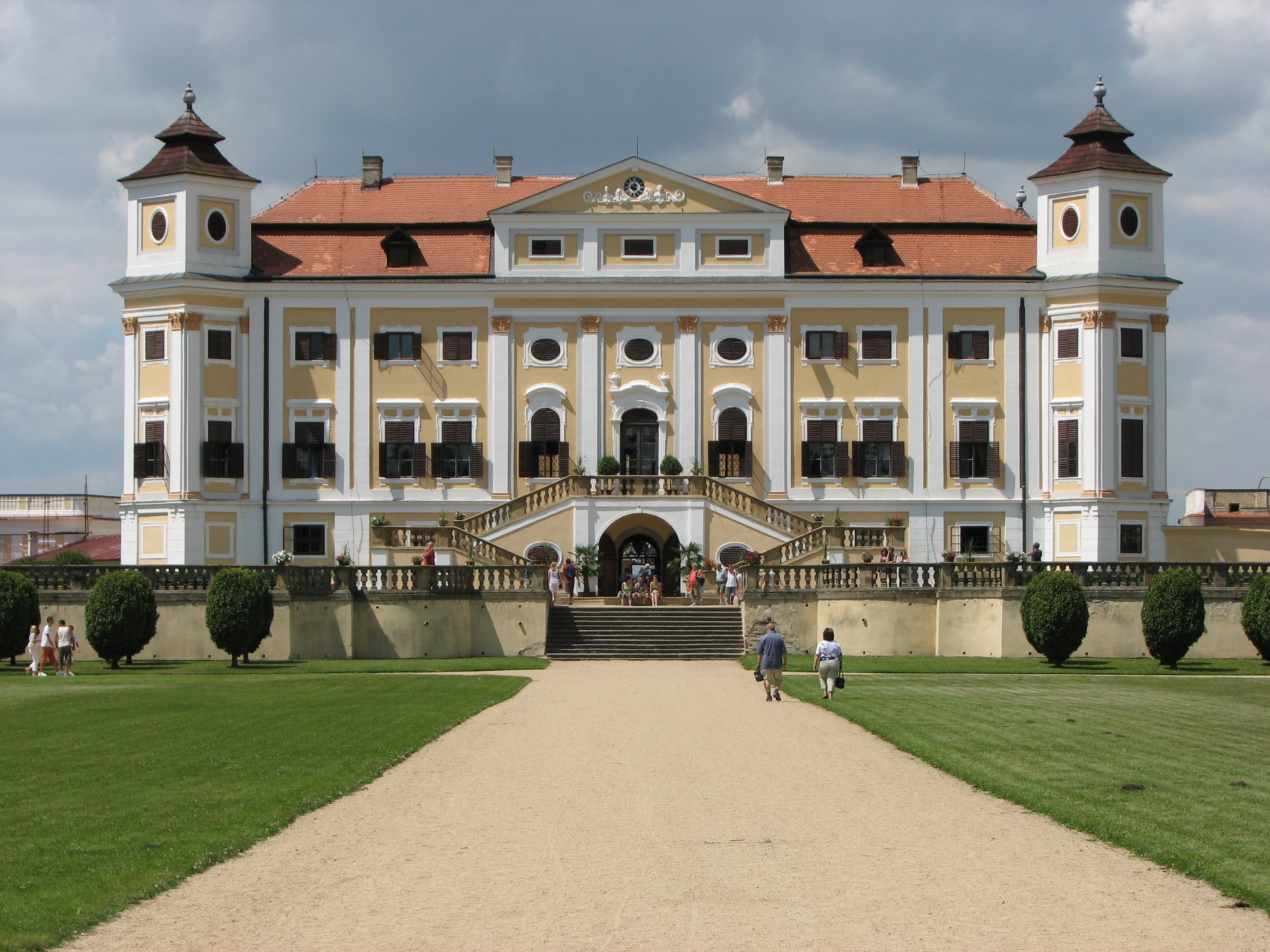
Zamek w Miloticach, na którym Evžen Boček jest kasztelanem

Evžen Boček (ur. 6 października 1966 w Kyjovie) – czeski pisarz i kasztelan zamku w Miloticach.

## Życiorys
Edukację rozpoczął w szkole podstawowej Červené Domky w Hodonín. Ukończył studia na Uniwersytecie Masaryka w Brnie. Jest kasztelanem zamku w Miloticach na Morawach, będącego własnością państwa i zarządzanego przez Narodowy Instytut Dziedzictwa (cs. Národní památkový ústav). Swoją pierwszą powieść Deník kastelána opublikował pod pseudonimem Jan Bittner, kolejne pod swoim nazwiskiem. Za powieść Ostatnia arystokratka otrzymał nagrodę Miloslava Švandrlíka (cz. Cena Miloslava Švandrlíka), przyznawaną „najzabawniejszej książce roku”.

## Twórczość
- Dziennik kasztelana, cz. Deník kastelána (2000) – powieść przedstawiająca życie kasztelana w formie pamiętnika (opublikowana pod pseudonimem Jan Bittner); polskie wydanie w tłumaczeniu Mirosława Śmigielskiego opublikowało wydawnictwo Stara Szkoła (2017)
- Ostatnia arystokratka, cz. Poslední aristokratka (2012) – powieść o rodzinie Kostków, która powraca z Ameryki do Czech, by przejąć dawną siedzibę rodu – zamek Kostka; powieść ukazała się również w formie audiobooku (czyta Veronika Kubařová); polskie wydanie w tłumaczeniu Mirosława Śmigielskiego opublikowało wydawnictwo Stara Szkoła (2015)
- Arystokratka w ukropie, cz. Aristokratka ve varu (2013) – kontynuacja przygód rodziny Kostków w swojej rodowej siedzibie – zamku Kostka; polskie wydanie w tłumaczeniu Mirosława Śmigielskiego opublikowało wydawnictwo Stara Szkoła (2016)
- Arystokratka na koniu, cz. Aristokratka na koni (2016); polskie wydanie w tłumaczeniu Mirosława Śmigielskiego opublikowało wydawnictwo Stara Szkoła (2018)
- Arystokratka i fala przestępstw na zamku Kostka, cz. Aristokratka a vlna zločinnosti na zámku Kostka (2018); polskie wydanie w tłumaczeniu Mirosława Śmigielskiego opublikowało wydawnictwo Stara Szkoła (2019)
- Arystokratka na królewskim dworze, cz. Aristokratka u královského dvora (2020); polskie wydanie w tłumaczeniu Mirosława Śmigielskiego opublikowało wydawnictwo Stara Szkoła (2021)
- Arystokratka pod ostrzałem miłości vol. 1, cz. Aristokratka pod palbou lásky (2022); polskie wydanie w tłumaczeniu Mirosława Śmigielskiego opublikowało wydawnictwo Stara Szkoła (2023)